# 飓风米奇的气象历史
飓风米奇的气象历史从1998年10月下旬开始，11月上旬结束，持续时间超过半个月。系统源于10月10日离开非洲西海岸的东风波，于10月22日在加勒比海西南部上空发展成第十三号热带低气压。系统的前进方向形成小规模环路，并在此期间增强成热带风暴米奇。由于高压脊出现薄弱环节，气旋缓慢转向北上。风暴组织结构一度因附近上层低气压产生的风切变而变得混乱，但很快就因水温升高、外流格局改善等多种利好因素影响迅速强化，于10月24日升级成飓风并发展出风眼。转向西进后，米奇快速增强，于10月25日成为大型飓风，并在次日达到萨菲尔-辛普森飓风等级下最高的五级飓风标准。
达到最高强度后，米奇在洪都拉斯北面近海保持高达每小时285公里的最大持续风速，飓风猎人侦察机测得的最低气压低至905毫巴（百帕，26.7英寸汞柱），刷新10月北大西洋热带气旋的最低气压纪录，并且也和1969年的飓风卡米尔并列成为当时气压第四低的大西洋飓风。美国国家飓风中心和多个热带气旋预测模型都预测，风暴会转向北上，对尤卡坦半岛构成威胁。但米奇实际上却因受高压脊影响而南下，气象机构当时没有发现这个高压脊。风暴因与陆地相互作用而减弱，于10月29日以风力时速130公里强度登陆洪都拉斯。气旋转向西进，在陆地上空缓慢弱化，但仍在附近海域上空保留有深层对流。经过中美洲山区后，米奇的表面环流于11月1日消散。次日，系统残留到达墨西哥湾，于11月3日重新组织成热带风暴。气旋加速向东北方向的冷锋逼近，穿过尤卡坦半岛后又于11月5日吹袭佛罗里达州西南部。此后不久，米奇转变成温带气旋，美国国家飓风中心继续追踪至11月9日止。

## 起源

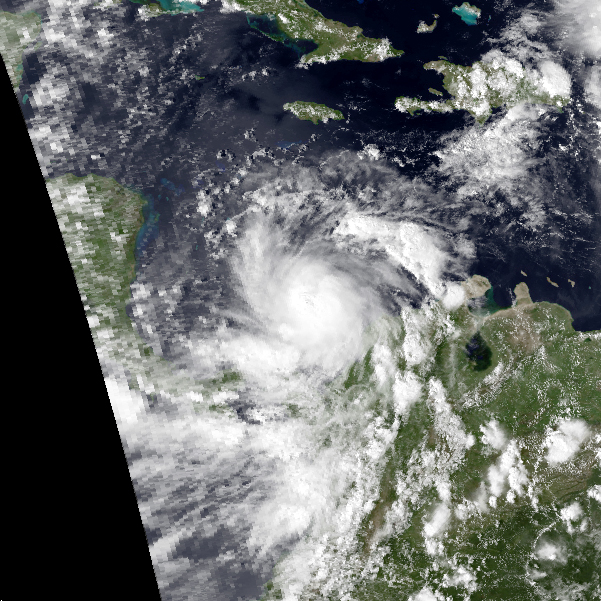
形成后不久的热带风暴米奇

10月8日，无线电探空仪获得的数据表明有东风波在非洲西海岸徘徊。两天后，东风波离开非洲海岸保持总体向西移动，因受强烈风切变影响而无法得到发展。10月18日，东风波进入加勒比海东部，并在接下来几天里逐渐发展并组织出对流或雷暴区。系统的组织结构已有显著改善，飓风猎人侦察机开始展开侦测，发现其中有环流中心，飞行高度行风速达到热带风暴强度。美国国家飓风中心据此估计系统于协调世界时10月22 日凌晨0点在京斯敦以南约665公里海域发展成第十三号热带低气压。
系统刚归类为热带气旋时就已接近热带风暴强度，外流格局已经形成，环流当时位于对流北部边缘。起初，系统北面存在上层低气压，产生的风切变对气旋构成不利影响，但由于外部环境总体有利，预计上空还会发展出反气旋，所以估计风暴还是会稳步增强。低气压在西南加勒比海基本停止前进，移动路径在圣安德列斯岛以东约420公里洋面形成小规模环路。对流结构起初形状不定，中心延伸出两片雨带。10月22日晚，飓风猎人侦察机测得飞行高度层风速为每小时95公里，表示地表风速至少达到热带风暴强度。根据这一数据，美国国家飓风中心将热带低气压升级成热带风暴并以“米奇”（Mitch）命名。

## 强化

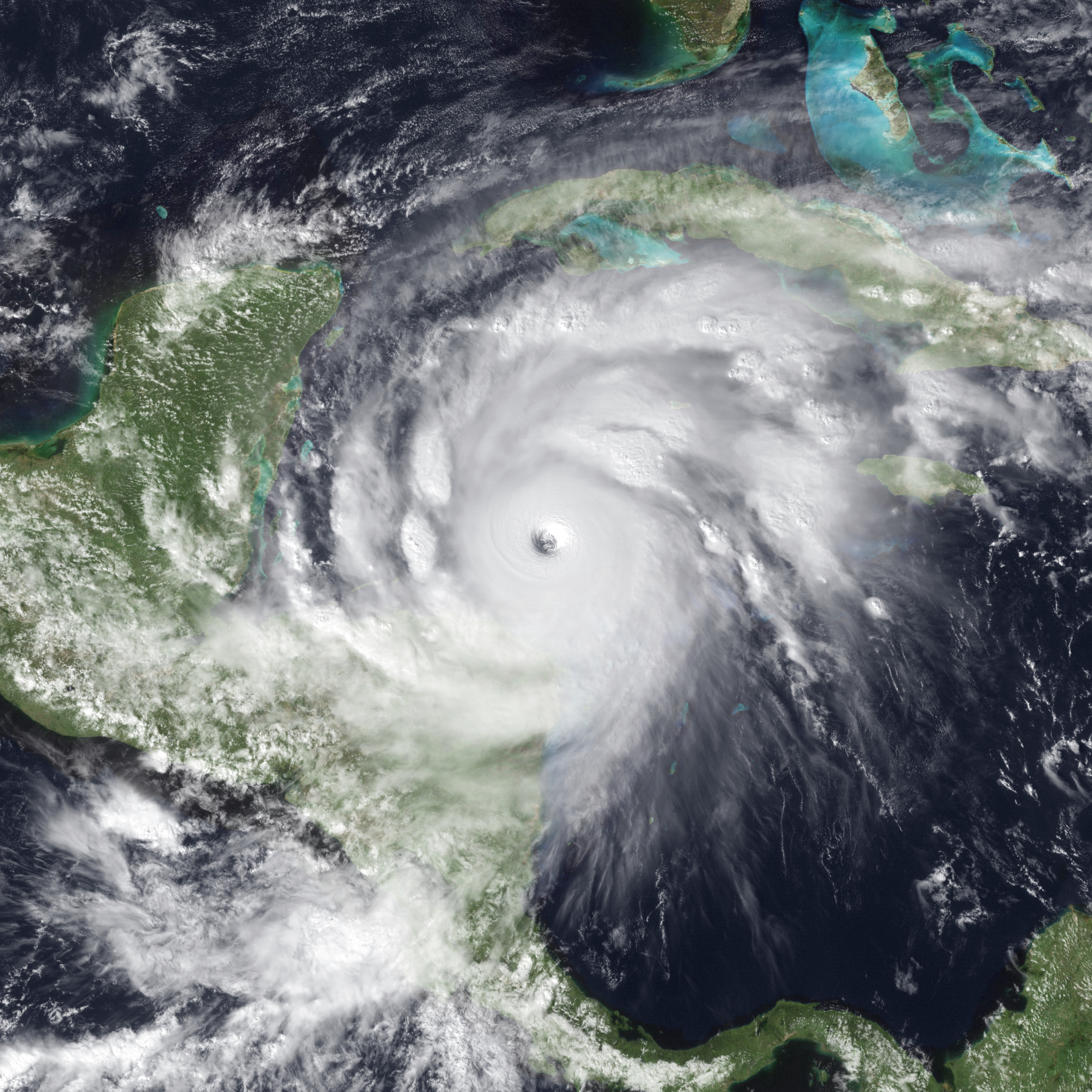
达到最高强度的飓风米奇

米奇升级成热带风暴时的最大风速半径很小，在飞行高度层仅有14公里。美国东部行进的低压槽令气旋北面的高压脊弱化，风暴因此缓慢北上。气象机构预计低压槽后方会有新的高压脊形成，令米奇转向西进，在5天内到达尤卡坦海峡附近水域。受西北方向上层低气压产生的风切变影响，气旋起初无法得到显著强化。10月23日，对流出现减弱，但云层格局却有所改善。多个热带气旋预测模型预计，只要高空有反气旋形成，米奇就可以得到大幅增强，风速增至每小时185公里，但美国国家飓风中心认为，由于卫星图像显示风暴结构欠佳，而且全球气候模型呈现出过快脱离西风带的趋势，这样的强化可能难以实现。气旋结构在接下来12小时里一直杂乱无章，10月24日，上层低气压减弱，风切变相应减少，雷暴再度形成。对流中心很快有风眼形成，飓风猎人侦察机测得飞行高度层的风力时速达169公里，美国国家飓风中心将位于京斯敦以南约475公里，正缓慢向北移动的米奇升级成飓风。
成为飓风后不久，米奇进入爆发性增强期。由于风切变少，水温较高，系统发展出强烈的中心密集云区。风眼结构得到进一步改善，反气旋形成后，飓风各个方向都发展出层次分明的外流。10月25日清晨，米奇成为大型飓风，并开始因墨西哥湾上空的高压脊逐渐增强而转向西进。美国国家飓风中心认为，风暴进入的海域对热带气旋强化非常理想，米奇因此继续增强。至10月25日夜为止的24小时里，飓风气压下降了52毫巴（百帕，1.5英寸汞柱），降至924毫巴（百帕，27.3英寸汞柱）。气旋增强期间从牙买加西南偏西方向约370公里洋面经过，这也是米奇距该岛最近的一次。美国国家飓风中心指出，风暴进入西加勒比海时有可能受到弱转向气流影响，然后转向保持总体北上趋势逼近尤卡坦半岛。
美国国家飓风中心估计米奇于10月26日中午12点增强成五级飓风。当天晚上19点，飓风猎人测得风暴东北象限飞行高度层风速达每小时311公里，表明其最大持续风速达到每小时285公里。与此同时，投落送测得的最低气压为905毫巴（百帕，26.7英寸汞柱），超越1961年的飓风哈蒂，创下10月北大西洋热带气旋强度的新纪录，也和1969年的飓风卡米尔并列成为当时第四强的大西洋飓风。不过，这两项纪录之后均已被超越。这时飓风的位置在洪都拉斯北海岸以北约160公里近海，其中心向外280公里处的风速仍然有热带风暴强度，中心向外95公里范围内的风速达到飓风标准。

## 登陆中美洲
| 最强烈的大西洋飓风     | 最强烈的大西洋飓风 | 最强烈的大西洋飓风 | 最强烈的大西洋飓风 | 最强烈的大西洋飓风 | 最强烈的大西洋飓风 |
| 排名                   | 名称               | 飓风季             | 气压               | 气压               |                    |
| 排名                   | 名称               | 飓风季             | 百帕               | inHg               |                    |
| ---------------------- | ------------------ | ------------------ | ------------------ | ------------------ | ------------------ |
| 1                      | 威尔玛             | 2005               | 882                | 26.0               |                    |
| 2                      | 吉爾伯特           | 1988               | 888                | 26.2               |                    |
| 3                      | “劳动节”           | 1935               | 892                | 26.3               |                    |
| 4                      | 丽塔               | 2005               | 895                | 26.4               |                    |
| 5                      | 艾伦               | 1980               | 899                | 26.5               |                    |
| 6                      | 卡特里娜           | 2005               | 902                | 26.6               |                    |
| 7                      | 卡米尔             | 1969               | 905                | 26.7               |                    |
| 7                      | 米奇               | 1998               | 905                | 26.7               |                    |
| 7                      | 迪安               | 2007               | 905                | 26.7               |                    |
| 10                     | “古巴”             | 1924               | 910                | 26.9               |                    |
| 10                     | 伊万               | 2004               | 910                | 26.9               |                    |
| 来源：大西洋飓风数据库 |                    |                    |                    |                    |                    |

美国国家飓风中心在米奇处于最高强度时指出，“暂时还不能确定加勒比地区西北部的哪个或哪些国家所受威胁最大。”到10月26日晚，美国海军运作全球大气预报系统预测，飓风会继续西进袭击伯利兹；地球物理流体动力学实验室的计算机模型则预计风暴会在西加勒比海总体保持向北移动。米奇在最高强度下保持了约12小时，并在此期间行进至洪都拉斯近海的天鹅群岛上空。风暴略向西面转向，但气象机构仍然预计气旋会转向北上。10月27日，风眼周围的对流变得模糊。由于南半部环流进入洪都拉斯上空，南面气流无法得到有效补充，米奇逐渐减弱。风眼变得有些模糊，10月28日清晨，米奇的强度已低于五级飓风标准。
气象机构在当时的实际操作中没有发现墨西哥湾上空存在弱中层反气旋，受其影响，米奇于10月27日开始缓慢转向南下，从距瓜纳哈岛非常近的洋面掠过。美国国家飓风中心预计，风暴会在洪都拉斯湾以小规模环路移动，这一动向只是环状路径的组成部分，不过该机构也表示对这一预测不是很有把握。气旋有可能进入眼墙置换周期，还受到陆地和上升流的不利影响，导致结构继续瓦解，其强度于10月28日晚降至低于大型飓风标准。10月29日，米奇以风力时速130公里强度从拉塞瓦登陆洪都拉斯。虽然气旋已进入陆地上空，但美国国家飓风中心仍然预计飓风会转向北上并因此重新增强。
10月29日晚，米奇降级成热带风暴。气旋缓慢穿越洪都拉斯，逐渐转向西进。风暴的大规模环流令中美洲普降暴雨，引发大范围洪灾，其中又以洪都拉斯和尼加拉瓜情况严重。米奇在陆上行进期间起初还能保有深层对流区，风速也一直保持在热带风暴标准。10月31日，由于气旋行经陆地逐渐转为山区，环流结构因此变得混乱，不过最强的对流一直在附近的太平洋水域持续存在，美国国家飓风中心指出，米奇有可能成为太平洋热带气旋。当晚，风暴在危地马拉和洪都拉斯边境附近降级成热带低气压。墨西哥湾西部上空的高压脊因受逐渐逼近的低压槽影响而弱化，米奇终于得以转向西北。对流逐渐消亡，11月1日，行进至墨西哥和危地马拉边境的米奇已经失去下层环流。

## 再生并转变成温带气旋

位于墨西哥湾上空的热带风暴米奇，组织结构较为混乱。

虽然下层低气压中心已经消散，但米奇的残留仍然保有高空环流，于11月2日进入坎佩切湾，并在当天开始再度发展出对流。11月3日晚，飓风猎人发现系统中有层次分明的下层中心，飞行高度层风速每小时95公里。美国国家飓风中心为此开始再度针对尤卡坦半岛坎佩切西南偏西方向约90公里洋面的米奇发布公告。再生期间，米奇因受逐渐逼近的冷锋影响向东北偏东方向移动。11月4日清晨，气旋以风力时速65公里强度从坎佩切以北不远处登陆，并在穿越尤卡坦半岛期间快速弱化成热带低气压。
米奇位于墨西哥东部上空期间，其深层对流组成的雨带位于东部边缘。美国国家飓风中心预计，附近洋面水温较高，还有可能受斜压影响，所以气旋有望再度强化。11月4日，米奇第二次进入墨西哥湾并再次增强成热带风暴，不过系统核心附近的对流很少，最强风力距中心尚有超过370公里，表明米奇这时已不完全是热带气旋。系统加速向佛罗里达州海岸前进，并在此期间与逼近的冷锋相互影响。11月5日，环流变得拉长，美国国家飓风中心称，如果不是因为这片天气系统属于米奇的残留，那么可能不会将之视为热带气旋。风暴增强至每小时100公里风速，然后从那不勒斯附近登陆佛罗里达州西南部。气旋迅速穿越该州，产生5场龙卷风和热带风暴强度大风，然后进入大西洋西南部。11月5日晚，飓风猎人侦察机无法在米奇内部找到明显的中心，而是发现有拉长的环流嵌入冷锋之中。美国国家飓风中心据此宣布米奇已转变成温带气旋。
米奇的温带残留继续快速向东北方向移动，于11月6日从百慕大以北经过，其风速在次日略有增强，达到每小时110公里。到了11月9日，系统残留已从不列颠群岛以西掠过，美国国家飓风中心于当晚停止对其加以监控。